# REAL (中島美嘉のアルバム)
『REAL』（リアル）は、中島美嘉の7作目のオリジナルアルバムである。2013年1月30日にソニー・ミュージックアソシエイテッドレコーズよりリリースされた。

## 概要
前作『STAR』から、2年振りとなるオリジナルアルバム。活動休止後のアルバムとしては初。
『STAR』以降のシングル「Dear」「LOVE IS ECSTASY」「明日世界が終わるなら」「初恋」を収録。
発売後、全国ツアー「中島美嘉 LIVE IS "REAL" 2013 〜THE LETTER あなたに伝えたくて〜」を実施した。

## 収録曲
1. 初恋 [6:01]
  - 作詞・作曲：三橋隆幸、編曲：Ryosuke"Dr.R"Sakai
  - 36枚目のシングルの表題曲。映画『今日、恋をはじめます』主題歌。
2. Dear [5:10]
  - 作詞・作曲・編曲：杉山勝彦
  - 耳管開放症による活動休止からの復帰作。33枚目のシングルの表題曲。映画『八日目の蝉』主題歌。
3. 明日世界が終わるなら [4:26]
  - 作詞・作曲：杉山勝彦、編曲：河野伸
  - 35作目のシングルの表題曲。映画『バイオハザードV リトリビューション』日本語吹替版主題歌。
4. PASSION [3:57]
  - 作詞：中島美嘉、作曲：Lori Fine、編曲：ICEDOWN('ε`)
5. You Knocked Me Out [3:14]
  - 作詞：中島美嘉・Lori Fine、作曲：Lori Fine、編曲：COLDFEET
  - 34作目のシングルのカップリング曲。
6. LOVE IS ECSTASY [3:44]
  - 作詞：中島美嘉、作曲：Nickii、編曲：根岸孝旨
  - 34作目のシングルの表題曲。映画『アンフェア the answer』主題歌。
7. BE REAL [4:34]
  - 作詞：中島美嘉、作曲：楊慶豪、編曲：Naoki-T
8. SUPER WOMAN [3:25]
  - 作詞：中島美嘉、作曲：Josefin Glenmark・Mats Tarnfors、編曲：Tomokazu Matsuzawa
  - 35作目のシングルのカップリング曲。
9. SUPREME [3:55]
  - 作詞：中島美嘉、作曲：Ryosuke"Dr.R"Sakai、編曲：Naoki-T
10. ピアス [4:55]
  - 作詞：中島美嘉、作曲・編曲：Ryosuke"Dr.R"Sakai
11. 記憶 [5:24]
  - 作詞：中島美嘉・大久保友裕、作曲・編曲：大久保友裕
  - 36作目のシングルのカップリング曲。CASIO「SHEEN」CM曲。
12. エピローグ [4:27]
  - 作詞：nami、作曲：木村篤史、編曲：河野伸
  - BSジャパン『GRACE OF JAPAN〜自然の中の神々〜』エンディングテーマ。
13. LETTER [3:35]
  - 作詞：中島美嘉、作曲：吉木絵里子、編曲：野村陽一郎
  - 書き下ろし曲。活動休止復帰後の中島自身の率直な思いを綴った一曲になっている。

### DVD
33作目のシングルから36作目のシングルまでの表題曲のミュージックビデオを収録している。
1. Dear
2. LOVE IS ECSTASY
3. 明日世界が終わるなら
4. 初恋

## MIKA NAKASHIMA LIVE IS "REAL" 2013 〜THE LETTER あなたに伝えたくて〜
『MIKA NAKASHIMA LIVE IS "REAL" 2013 〜THE LETTER あなたに伝えたくて〜』(ミカ・ナカシマ・ライヴ・イズ・リアル・2013 〜あなたにつたえたくて〜)は中島美嘉のライヴ映像。

### 解説
7thアルバム『REAL』を引っ提げた全国ツアーより、7月20日・21日に行われた東京国際フォーラム ホール A公演の模様を収録されている。
今作よりBlu-ray Disc規格と同日にリリースされた。

### 収録曲 (DVD/Blu-ray共通)
※Blu-rayは1枚にまとめて収録されている。

#### ［DISC1-LIVE］
1. OPENING
2. PASSION
3. LOVE IS ECSTASY
4. You Knocked Me Out
5. 初恋
6. ORION
7. ピアス
8. SUPER WOMAN
9. LIFE～Over Load～ONE SURVIVE
10. AMAZING GRACE
11. 桜色舞うころ
12. LETTER
13. 明日世界が終わるなら
14. GLAMOROUS SKY
15. BE REAL
16. SUPREME
17. ALL HANDS TOGETHER
18. 雪の華
19. Dear
20. FIND THE WAY
21. 愛詞（あいことば）
22. エピローグ
23. STARS
24. ENDING (A MIRACLE FOR YOU)
25. End Roll

#### ［DISC2-DOCUMENT］
DOCUMENT IS "REAL" / AUDIENCE IS "REAL"